# Maximilian von Spee
Admirál Maximilian Johannes Maria Hubert říšský hrabě von Spee (22. červen 1861 Kodaň – 8. prosinec 1914 Falklandské ostrovy) byl německý námořní důstojník, velitel Německé východoasijské eskadry během první světové války.

## Mládí a rodina
Byl příslušníkem staré šlechtické rodiny. Narodil se jako pátý syn hraběte Rudolfa von Spee (1822–1881) a jeho manželky Fernandy (1832–1913), rozené Tutein. 
V roce 1889 se v Drážďanech oženil s baronkou Margaretou von der Osten-Sacken (1867–1929). Z manželství vzešli synové Otto (1890–1914), Heinrich (1893–1914) a dcera Huberta (1894–1954). 

## Činnost za 1. světové války
Jeho nadřízení jej již na začátku v podstatě odepsali, jeho úkolem bylo znepokojovat britský námořní obchod v jižních mořích co nejúčinněji a co nejdéle.
Nějakou dobu byla jeho činnost úspěšná, ochromil provoz britských obchodních lodí na velké části jižní polokoule a stáhl na sebe velkou část jejich tamějšího loďstva. 1. listopadu 1914 se střetl u chilského pobřeží se zřetelně slabší flotou viceadmirála sira Christophera Cradocka v bitvě u Coronelu a porazil ji (HMS Good Hope a HMS Monmouth potopeny, Cradock padl). Royal Navy tak utrpěla první námořní porážku od roku 1812 a první námořní porážku v bitvě na úrovni eskader od roku 1781.
Dne 8. prosince téhož roku se střetl s mnohonásobně silnější britskou eskadrou v bitvě u Falklandských ostrovů a jeho eskadra byla rozdrcena. V bitvě padl. Stejného dne padli v bitvě i oba jeho synové. Starší Otto na palubě SMS Nürnberg, mladší Heinrich na SMS Gneisenau.
Na jeho počest po něm bylo pojmenováno několik lodí, z nichž nejznámější byla kapesní bitevní loď Admiral Graf Spee.

## Zajímavost
Od roku 1940 do roku 1945 byla Uruguayská ulice na pražských Vinohradech přejmenována na Hraběte Spee (německy Graf-Spee-Strasse). Po 2. světové válce byla zpětně přejmenována na Uruguayská.